# Pet Sematary: Bloodlines
Pet Sematary: Bloodlines (titulada: Cementerio viviente: Los orígenes en España y Cementerio de animales: El origen en Hispanoamérica) es una película estadounidense de terror sobrenatural dirigida por Lindsey Anderson Beer, quien la coescribió con Jeff Buhler. Sirviendo como precuela de Pet Sematary (2019), que a su vez se basó en la novela de 1983 del mismo nombre de Stephen King, la película está protagonizada por Jackson White, Forrest Goodluck, Jack Mulhern, Henry Thomas, Natalie Alyn Lind, Isabella Star LaBlanc, Samantha Mathis, Pam Grier y David Duchovny. Ambientada en 1969, 50 años antes de los acontecimientos de la película anterior, la trama sigue a un joven Jud Crandall mientras descubre un cementerio local donde los muertos pueden volver a vivir, sin imaginar el horror que afectará a su vida.
Tras el éxito comercial de Pet Sematary en 2019, el productor Lorenzo di Bonaventura tenía planes para una precuela que explicara la mitología y el universo de la película. En febrero de 2021, la película recibió luz verde, con Buhler y di Bonaventura regresando a sus roles de guionista y productor, respectivamente. Beer firmó como director en mayo de 2021 y la fotografía principal inició en agosto del mismo año.
Pet Sematary: Bloodlines se estrenó en el Fantastic Fest el 23 de septiembre de 2023.

## Argumento
Ludlow, Maine, 1969. Un granjero llamado Bill Baterman arrastra el cuerpo de su hijo Timmy, que murió en la guerra de Vietnam, hasta el cementerio de mascotas y lo entierra. Unos momentos después, su perro Hendrix siente algo y cava cerca de la tumba de Timmy, donde una mano aparece y agarra al perro.
Jud Crandall vive con sus padres Dan y Kathy, y está saliendo con una joven llamada Norma. Está a punto de abandonar Ludlow para unirse al Cuerpo de Paz en Michigan. Mientras va a la ciudad con Norma, Jud se encuentra con Bill y encuentra una foto de él mismo de niño con Timmy y otro joven local, Manny Rivers, que vive cerca con su hermana Donna y también tiene aspiraciones de abandonar Ludlow. Bill hace que parezca que Timmy ha sido dado de baja honorablemente y ha regresado a casa.
Al día siguiente, Jud y Norma se van de viaje. Encuentran a Hendrix delante del coche, con cara de estar sucio y gruñéndoles. Llevan al perro de vuelta a la casa de los Baterman, donde ven a Timmy. Hendrix muerde el brazo de Norma y Jud la lleva al hospital.
Manny parece oír ruidos provenientes de lo profundo de los cultivos y ve sangre goteando de un girasol antes de tropezar y clavar su mano en una gran espina.
Jud se encuentra con Manny fuera del hospital e intenta hablar con él sobre Timmy. Manny sugiere que Timmy puede estar sufriendo de trastorno de estrés postraumático a causa de la guerra. Cuando Jud regresa a la casa de los Baterman, encuentra a Timmy de pie sobre un cerdo que ha sido corneado hasta la muerte, antes de ver a Bill y contarle sobre Hendrix. Mientras tanto, Timmy está en el sótano, escribiendo los nombres de varias personas en Ludlow con sangre. Se susurra a sí mismo acerca de matarlos antes de que lo maten a él.
Más tarde esa noche, la oficial Marjorie Washburn llega a su casa y ve a Hendrix allí, con Timmy burlándose del suicidio de su padre. Ella llama al alcalde Hannibal Benson antes de que el perro la ataque, aunque sobrevive después de matar a Hendrix. Donna es acechada y atacada por Timmy en su casa, donde la persigue hasta los cultivos antes de agarrarla.
Jud y Manny van a ver a un sacerdote, quien les cuenta la historia de Ludlow y el cementerio de mascotas. En 1674, la tribu Mi'kmaq vivía en la tierra. Ludlow, por quien se nombró el pueblo, era un colono que desapareció. Sus hombres lo encontraron después de que lo enterraran en el cementerio de mascotas, dándose un festín de carne humana antes de que lo mataran de nuevo para siempre. Jud confronta a su padre con este conocimiento, y se entera de que los antepasados de los habitantes del pueblo (los que están en la lista de Timmy) siempre han guardado el secreto del pueblo con la esperanza de mantener a otros fuera de allí.
Timmy entierra a Donna en el cementerio, lo que la lleva a levantarse como una monstruosa criatura no muerta. Ella va a la habitación del hospital de Norma y le revela su piel en descomposición. Donna corre tras Norma y mata a un médico antes de acorralarla en la oficina principal, donde comienza a estrangularla. Jud luego descubre que Norma está en problemas mientras Dan intenta reunir a Benson, Marjorie y el Sheriff Anderson para encontrar y matar a Timmy.
Manny se une al grupo para encontrar a Donna. Entran en la casa de los Baterman después de que Bill acepta ayudar. Timmy mata a Benson, Marjorie y Anderson, mientras que Donna empala a Dan con su propio rifle. Manny le dispara a su hermana no muerta y la mata.
Jud y Manny se unen a Bill mientras él los guía a través de un túnel que Timmy construyó, que también es donde Norma ha sido dejada atada mientras el agujero en el que se encuentra se está llenando de barro. Timmy encuentra a los tres, y cuando Bill intenta dejar a su hijo, Timmy lo destripa. Jud y Manny resurgen en el pantano, donde Timmy va tras Jud y trata de ahogarlo. Manny dispara una bengala a la cabeza de Timmy, matándolo para siempre. Norma sale de su pozo y corre de regreso hacia Jud.
Después de los acontecimientos, Jud y Norma se quedan con Kathy para continuar el trabajo de su padre de mantener el mal fuera de la ciudad, mientras Manny abandona Ludlow.

## Reparto
- Jackson White como Jud Crandall[1]
- Natalie Alyn Lind[2]como Norma Melton, la novia de Jud.
- Forrest Goodluck[2]como Manny Rivers
- Jack Mulhern[2]como Timmy Baterman, un joven quien fue asesinado en la guerra de Vietnam y resucitado como un muerto asesino.
- Henry Thomas[2]Dan Crandall, el padre de Jud.
- Isabella Star LaBlanc[2]como Donna Rivers, la hermana de Manny.
- Pam Grier[3]como Marjorie Washburn, una oficial de policía.
- David Duchovny[2]como Bill Baterman, el padre de Timmy.
- Samantha Mathis[2]como Kathy Crandall, la madre de Jud.

## Producción
En marzo de 2019, el productor Lorenzo di Bonaventura afirmó que una precuela de Pet Sematary (2019) era posible si la película era un éxito económico. Al mes siguiente, los directores Kevin Kölsch y Denis Widmyer descartaron regresar, diciendo: "Si fueras a hacer más, probablemente harías cosas de trasfondo. [...] Me interesaría mucho ver cómo alguien haría una secuela de esta película. Probablemente no seremos nosotros".
En mayo de 2019, el guionista Jeff Buhler declaró que había habido discusiones preliminares sobre una continuación y dijo: "Así que muchas de las ideas que hemos estado barajando actualmente, recientemente, se han centrado más en profundizar en la mitología de el pueblo, estos rituales que presentan los niños, la mitología de los Micmac, los Wendigo, el cementerio, los orígenes, la vida de Jud. Así que parece que no quiero prometer nada, porque no lo sabemos, ni siquiera hemos avanzado en una idea todavía." La película se anunció oficialmente en febrero de 2021, con Buhler y di Bonaventura regresando como guionista y productor, respectivamente. Lindsey Beer fue contratada para dirigir en mayo de 2021.
En junio de 2021, Jackson White fue elegido como un joven Jud Crandall. Al mes siguiente, Pam Grier se unió al elenco. La fotografía principal se llevó a cabo en Montreal en agosto de 2021, y algunas escenas se filmaron en el John Abbott College.

## Estreno
Pet Sematary: Bloodlines se estrenó en Fantastic Fest el 23 de septiembre de 2023. Después se estrenó en Paramount+ el 6 de octubre de 2023 en Estados Unidos, Canadá y América Latina, y al día siguiente en otros territorios, pero luego un tiempo después en América Latina se estrenó en la plataforma Star+, propiedad de Disney y luego en junio del 2024, se relanzó ahora a su plataforma hermana Disney+.